# شفايبيش غموند
شفابيش غموند (بالألمانية: Schwäbisch Gmünd) هي Grosse Kreisstadt، مدينة وبلدة ألمانية تقع في ألمانيا في Ostalbkreis. يقدر عدد سكانها بـ 59,749 نسمة .

## المدن التوأمة
مدن بارنزلي، أنتيب، بيت لحم (بنسيلفانيا)، سيكشفهيرفار، فاينزا وجوان لي بان ‏ هي مدن توأمة لـشوبيش غموند.

## أعلام
- كاي هافنر
- هانز بالدونغ
- ثيودور شونك
- ريتشارد فوجت
- كارينا فوجت